# 154 av. J.-C.
Cette page concerne l'année 154 av. J.-C. du calendrier julien proleptique.

## Événements
- 18 avril (15 mars 600 du calendrier romain) : début à Rome du consulat de Lucius Postumius Albinus et Quintus Opimius (pour la seconde fois)[1].
  - Lois Aelia et Fufia qui donnent aux consuls le droit d’obnuntiatio et le moyen, par un emploi habile des auspices, d’exercer vis-à-vis des tribuns de la plèbe un véritable droit de veto[2].
  - Mise en place par les censeurs de la première scène théâtrale fixe à Rome. Elle est abattue car jugée dangereuse pour l’ordre public[3].
  - 324 000 citoyens romains[4].

- Révolte des sept princes contre l'empereur Han de Chine Jingdi (Wu, Chu, Zhao, et quatre principautés du Shandong) dont l’instigateur était Liu Pi, prince de Wu. Elle est réduite au bout de trois mois. Les principautés revinrent ainsi progressivement sous contrôle impérial[5].
- Ptolémée Évergète, roi de Cyrène, fait appel à Rome contre son frère ainé Ptolémée Philométor. En dépit de l'opposition de Caton l'Ancien, le sénat romain envoie une ambassade conduite par Gn. Cornelius Merula et L. Minucius Thermus, accompagnée par cinq bateaux de guerre, avec pour mission d'enlever Chypre à Philométor. Fait prisonnier par son frère lors de cette tentative, Évergète est épargné et renvoyé en Cyrénaïque[6].
- Attale II envahit la Bithynie mais en est chassé par Prusias II ; il soutient la cause d'un fils prétendu d'Antiochos IV, Alexandre Balas, qui a été reçu favorablement à Rome, contre Démétrios, et le couronne à Pergame[7].

- En Hispanie citérieure, début de la révolte des Celtibères contre Rome (Guerre de Numance, 154-133 av. J.-C.), déclenchée par la fortification de Segeda, cité des Belli, ce que les Romains considèrent comme une rupture des traités signés avec  Gracchus qui interdisent la fondation de nouvelles villes[8].
- Le préteur d'Hispanie ultérieure Calpurnius Piso est battu à son tour par les Lusitaniens de Punicus[9].
- Expédition d’Opimius. Rome bat les Ligures de la région du Var, Oxybes et Décéates, qui menaçaient Antipolis et Nicaea, colonies marseillaises. Elle donne à ses alliés massaliotes une partie de leur territoire[10].

## Naissances
- Caius Sempronius Gracchus, homme d'État romain.